# José Tupinambá da Frota
José Tupinambá da Frota (* 10. September 1882 in Sobral, Ceará, Brasilien; † 25. September 1959) war ein brasilianischer Geistlicher und römisch-katholischer Bischof von Sobral.

## Leben
José Tupinambá da Frota empfing am 29. Oktober 1905 das Sakrament der Priesterweihe. An der Päpstlichen Universität Gregoriana in Rom wurde er in den Fächern Philosophie und Katholische Theologie promoviert.
Am 24. Januar 1916 ernannte ihn Papst Benedikt XV. zum ersten Bischof von Sobral. Der Erzbischof von São Salvador da Bahia, Jerônimo Tomé da Silva, spendete ihm am 29. Juni desselben Jahres die Bischofsweihe; Mitkonsekratoren waren der Erzbischof von Fortaleza, Manoel da Silva Gomes, und der Bischof von Alagôas, Manuel Antônio de Oliveira Lopes. Die Amtseinführung erfolgte am 15. August 1916.
Am 6. April 1923 bestellte ihn Papst Pius XI. zum Bischof von Uberaba. Tupinambá da Frota wurde am 10. März 1924 erneut Bischof von Sobral.